# Karimás mocsárcsiga
A karimás mocsárcsiga (Radix ampla) közép- és kelet-európai elterjedésű édesvízi csigafaj.

## Megjelenése

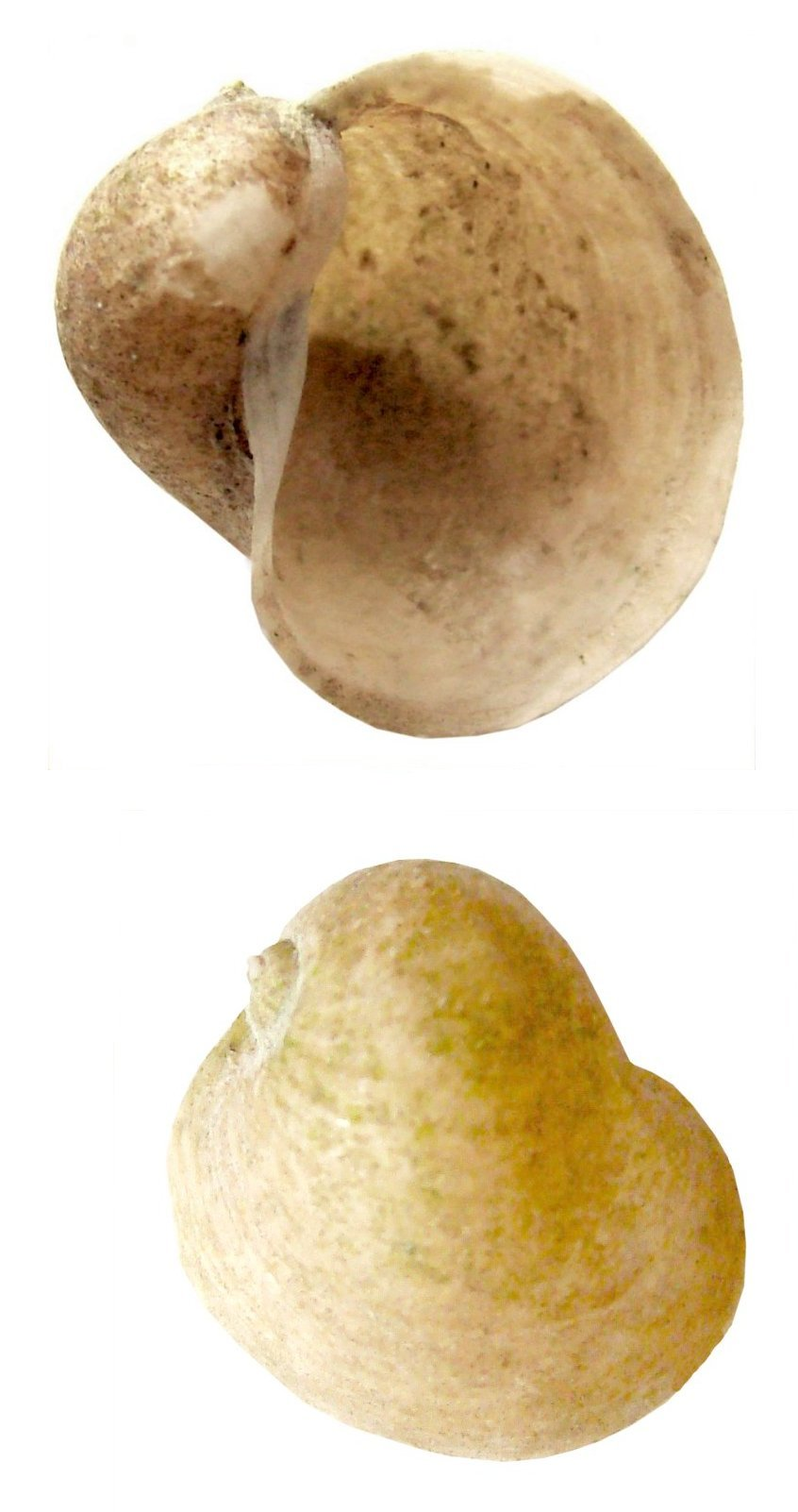

A karimás mocsárcsiga háza 20–40 mm magas és 18–38 mm széles. A vastag falú ház első kanyarulatai mindössze 1–2 mm-esek és igen mély varratok választják el őket; azonban az utolsó kanyarulat rendkívüli módon kitágul és az teszi ki a ház térfogatának döntő részét. A szájadék pereme többnyire magasabban van, mint a ház csúcsa. Nyitott köldökét a szájadék erőteljes pereme részben eltakarja. A fiatal példányok a felnőttekhez hasonlítanak.
Hasonlít a fülcsigához (Radix auricularia), de szájadéka láthatóan nagyobb. 

## Elterjedése
Közép- és Kelet-Európában honos, egészen Szibériáig. Németországban és Svájcban súlyosan veszélyeztetett. Magyarországon nem védett.

## Életmódja
Iszapos aljzatú síkvidéki állóvizekben vagy lassan mozgó folyókban, esetleg kisebb alpesi tavakban (max. 1500 méterig) fordul elő. Kizárólag az aljzaton mászik, nem úszik. Korhadó növényi részekkel táplálkozik, az élő növényekhez nem nyúl. Párosodás után petéit a partra, közvetlenül a vízszinthez rakja. 